# Seuneubok Lapang (Darul Ihsan)
Seuneubok Lapang is een bestuurslaag in het regentschap Aceh Timur van de provincie Atjeh, Indonesië. Seuneubok Lapang telt 473 inwoners (volkstelling 2010).